# GENESIS ONE
株式会社GENESIS ONE（ジェネシスワン）は、かつて存在した日本のYouTuberプロダクション。東京都新宿区に本社を置いていた。
略称はGO、またはジェネワン。

## 概要
日本のYouTuberの先駆けとして、2012年7月30日に設立。ワタナベマホト、東海オンエア、へきトラハウスなどの大物YouTuberが所属し、一時はUUUMやVAZと並ぶ三大MCNと称されていたものの、2017年に所属YouTuberの退所が相次いだ。2018年11月12日には、所属していた全てのYouTuberの退所、およびUUUMへの移籍が発表された。
音楽活動をするYouTuberが多く所属しており、自社レーベル「NEO KINDER RECORDS」の運営や、音楽イベント「NKR歌謡祭」「G.O.K」の開催を手掛けていた他、ワタナベマホトがプロデュースするアパレルブランド「REBERTAS」の運営も行なっていた。これらの事業は、その後UUUMへと引き継がれた。

## 所属YouTuber
2016年の新体制発足に伴って、所属YouTuberは「GOD（Genesis One Daimyo）」と「GOC（Genesis One Creator）」の二部に分類される。前者はマネジメント契約であるのに対して、後者はサポート関係を意味する。
★はGENESIS ONE解体時に所属していたYouTuber。
| ☆ | 名前                     | 音楽グループ             | 体制 | 所属期間        | 備考                                                       |
| - | ------------------------ | ------------------------ | ---- | --------------- | ---------------------------------------------------------- |
| ★ | ワタナベマホト           | カイワレハンマー Quad4s  | GOD  | 2012年 - 2018年 | UUUMに移籍、現在は引退                                     |
| ★ | imiga                    | カイワレハンマー Quad4s  | GOD  | 2012年 - 2018年 | UUUMに移籍                                                 |
|   | おまめサンシロー         | -                        | GOD  | 2012年 - 2018年 | 元吉本芸人グリーンランド杉木大樹 現在はCREEK & RIVERに所属 |
| ★ | サグワ                   | Amaryllis Bomb Quad4s    | GOD  | 2014年 - 2018年 | 以後フリー、現在は引退                                     |
| ★ | ゆうこん                 | Amaryllis Bomb Quad4s    | GOD  | 2014年 - 2018年 | 以後フリー                                                 |
|   | 東海オンエア             | -                        | GOD  | 2015年 - 2017年 | UUUMに移籍                                                 |
|   | へきトラハウス           | -                        | GOD  | 2015年 - 2017年 | Kiiiに移籍、現在は解散                                     |
|   | あやなん                 | -                        | GOD  | 2016年 - 2017年 | Kiiiに移籍、現在はCarry Onに所属                           |
|   | PDRさん                  | -                        | GOD  | 2016年 - 2017年 | 以後フリー                                                 |
|   | mimei                    | -                        | GOD  | 2016年 - 2017年 | 以後フリー                                                 |
|   | デカキン                 | -                        | -    | 2016年          | E-DGEに移籍、現在はUUUMに所属                              |
| ★ | タケヤキ翔               | GIFTY                    | GOD  | 2016年 - 2018年 | UUUMに移籍、現在はフリー                                   |
| ★ | カイト                   | -                        | GOD  | 2016年 - 2018年 | UUUMに移籍                                                 |
| ★ | WepWaWet                 | -                        | GOC  | 2016年 - 2018年 | 解散                                                       |
|   | 三納物語                 | -                        | GOC  | 2016年 - 2017年 | テクサに移籍、現在はフリー                                 |
| ★ | 夕闇に誘いし漆黒の天使達 | 夕闇に誘いし漆黒の天使達 | GOC  | 2016年 - 2018年 | UUUMに移籍、現在はフリー                                   |
| ★ | ジェニー                 | -                        | GOD  | 2017年 - 2018年 | UUUMに移籍                                                 |